# Kluski
Pour les articles homonymes, voir Kluski (homonymie).

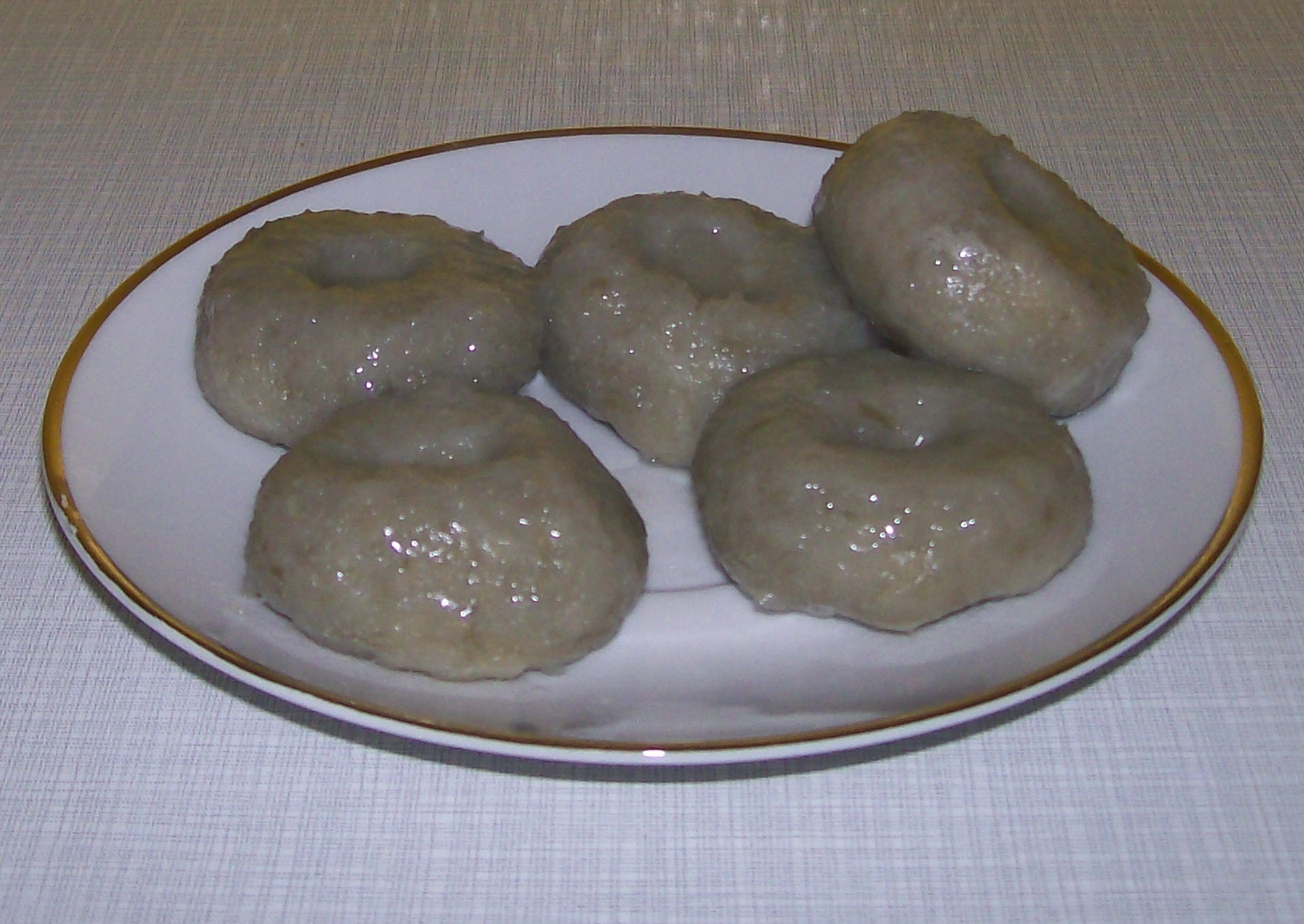
Kluski

Les kluski sont des petites boulettes originaires de Pologne, à base de pâte faite avec des proportions variables de farine et de pommes de terre en purée,, pochées à l'eau ou cuites à la vapeur, servies avec du chou ou une sauce aux champignons.